# Икономидис, Филоктитис

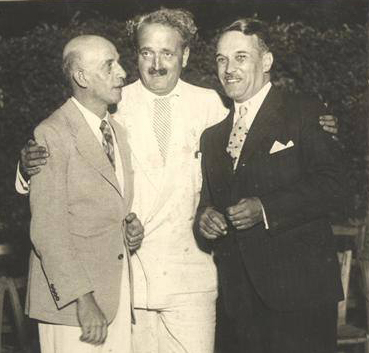
Филоктитис Икономидис (справа) и Димитрис Митропулос (слева) с мэром Афин Костасом Коциасом, 1936

Филоктитис Икономидис (греч. Φιλοκτήτης Οικονομίδης; 1889, Афины — 10 декабря 1957, Афины) — греческий дирижёр, альтист, музыкальный педагог.
Изучал право в Афинском университете, одновременно занимаясь музыкой в Афинской консерватории, где его учителями были Манолис Каломирис и Арман Марсик.
Играл на альте в Греческом струнном квартете (первая скрипка Георгиос Хорафас) и Греческом фортепианном квинтете (с Каломирисом в партии фортепиано), был концертмейстером альтов в Оркестре Афинской консерватории.
С 1919 г. профессор теории музыки в Афинской консерватории, в 1930—1939 гг. её директор; опубликовал учебное пособие по теории музыки и (в соавторстве с Каломирисом) сборник упражнений по сольфеджио. Среди его многочисленных учеников были, в частности, Теодорос Бабаяннис и Микис Теодоракис.
В 1921 г. основал Афинский хор. Осуществил афинские премьеры ряда масштабных произведений, в том числе «Осуждения Фауста» Гектора Берлиоза, ораторий Йозефа Гайдна «Сотворение мира» и Артюра Онеггера «Царь Давид». С 1927 г. главный дирижёр оркестра Афинской консерватории; в 1942-1943 гг. выступил инициатором его выхода из-под контроля консерватории и преобразования в независимый Афинский государственный оркестр. Считался специалистом по творчеству Людвига ван Бетховена; дирижировал оперой «Фиделио» в Берлинской народной опере. 